# Stazione di Apice-Sant'Arcangelo-Bonito
La stazione di Apice-Sant'Arcangelo-Bonito è una stazione ferroviaria posta sulla Napoli-Foggia. È gestita da RFI ed è stata costruita per servire i comuni di Apice, Sant'Arcangelo Trimonte e Bonito. È situata nel comune di Sant'Arcangelo Trimonte, alla località Iscalonga.
La stazione è ubicata presso la confluenza della valle dell'Ufita nel bacino del Calore irpino a 158 m s.l.m., in corrispondenza della frazione Iscalonga di Sant'Arcangelo Trimonte.
Aperta al pubblico nel 1868, negli anni '20 del Novecento il piazzale fu elettrificato (unitamente alla tratta Benevento-Foggia) mediante il sistema innovativo della trazione a corrente continua a 3000 volt e munito di un raddrizzatore a vapore di mercurio.
La stazione dispone di un fabbricato viaggiatori su due livelli e di tre binari passanti, due dei quali destinati al servizio passeggeri e dotati di marciapiede. In passato vi erano anche tre tronchini, uno dei quali dedicato allo scalo merci (soppresso negli anni '80 del Novecento).
Nella stazione effettuavano fermata otto coppie giornaliere di treni nel 1955 e sette nel 1973.
A partire dagli anni '90 del Novecento la stazione, munita di una sottostazione elettrica,  fu resa impresenziata, mentre dal 3 dicembre 1997 divenne operativa la tratta a doppio fino alla stazione di Vitulano-Foglianise.
A partire da dicembre 2010 venne definitivamente soppresso il servizio viaggiatori, già molto ridimensionato (tre sole coppie giornaliere di treni e limitatamente ai giorni lavorativi). A dicembre 2013 si è provveduto infine a rendere tronco il terzo binario.